# Ambrogio Fasoli
Ambrogio Fasoli, né le 10 novembre 1964 à Milan, est un physicien italien, chercheur et professeur œuvrant dans le domaine de la fusion et de la physique des plasmas. Depuis janvier 2025, il est vice-président pour les affaires académiques de l’École polytechnique fédérale de Lausanne (EPFL), en Suisse. 
Depuis le 1er janvier 2019, il préside le consortium européen EUROfusion, qui chapeaute le développement de la fusion en Europe, visant à produire de l’énergie à partir de 2050. De 2014 à 2020, Ambrogio Fasoli était également directeur de publication de Nuclear Fusion, le journal scientifique de l’Agence internationale de l’énergie atomique (AIEA). Le professeur Fasoli représente la Suisse au Conseil d'administration de Fusion For Energy, l’agence qui gère les contributions de l'Europe au projet international de réacteur à fusion ITER. Depuis janvier 2021, Ambrogio Fasoli est vice-président associé pour la recherche à l’EPFL. 

## Carrière
Ambrogio Fasoli est diplômé de l’Université de Milan, (en physique, en 1988) et de l’École polytechnique fédérale de Lausanne (EPFL) (Doctorat ès Sciences, 1993, Prix de la meilleure thèse de l’EPFL)[réf. nécessaire].
Il a poursuivi ses recherches post-doctorales sur JET, le plus grand réacteur de fusion au monde, en participant en 1997 aux expériences qui détiennent toujours le record de puissance de fusion générée à des fins de pacifiques par un plasma sur Terre. En 1997, il a rejoint le Département de physique du Massachusetts Institute of Technology (MIT) en tant que professeur assistant tenure track. Au MIT, il a dirigé le groupe de recherche en physique des plasmas et coordonné la collaboration scientifique internationale entre le MIT et JET[réf. nécessaire]. 
En 2001, il a rejoint la Faculté des sciences de base de l’Ecole polytechnique fédérale de Lausanne (EPFL), en Suisse, puis devenu professeur associé, avant d’être nommé professeur ordinaire en physique en 2008. En 2007, il est nommé directeur exécutif du Centre de recherches en physique des plasmas (CRPP), dont il est devenu directeur en 2013. Le CRPP deviendra le Swiss Plasma Center en 2015. Ce laboratoire de recherche abrite le tokamak TCV, réacteur expérimental à fusion dont le Professeur Fasoli a été responsable pendant plusieurs années. Le tokamak TCV a été sélectionné comme l’une des trois installations nationales en Europe qui participent aux recherches pour le réacteur international ITER.
En 2008, le professeur Fasoli a été nommé fellow de la Société américaine de physique (American physical society), titre qui désigne des chercheurs ayant contribué de manière significative au développement des connaissances dans le domaine de la physique. Depuis 2001, il est professeur invité au Département de physique du MIT. 
De 2010 à 2014, le professeur Fasoli a dirigé le comité stratégique de physique de l’EPFL. Au cours de la même période, il a été membre de la direction de la Faculté des sciences de base de l’École polytechnique fédérale de Lausanne (EPFL). A l’EPFL, il a gagné à deux reprises le prix Polysphère pour l’enseignement, attribué par les étudiants de l’EPFL. Depuis le 1 er janvier 2019, il préside le consortium européen EUROfusion, qui gère le développement de la fusion en Europe. De 2014 à 2020, il a été directeur de publication de Nuclear Fusion, la revue scientifique de l’Agence internationale de l’énergie atomique (AIEA)[réf. nécessaire]. 
Le professeur Fasoli est à l’origine d’un Massive Open Online Course (MOOC) dédié à la fusion et à la physique des plasmas, qui comptabilise plusieurs milliers d’inscriptions chaque année. Depuis 2020, il est Vice-Président Associé pour la Recherche de l’École polytechnique fédérale de Lausanne (EPFL), en Suisse[réf. nécessaire]. 

### Contributions scientifiques
Ambrogio Fasoli travaille dans les domaines de recherche suivants: physique fondamentale des plasmas, physique des plasmas chauds et physique des tokamaks. Au Swiss Plasma Center, situé à l’École polytechnique fédérale de Lausanne (EPFL), il a fondé et dirigé le groupe de recherche fondamentale en physique des plasmas et a construit l'installation TORPEX. Il a été responsable du tokamak TCV, le réacteur de fusion expérimental basé au Swiss Plasma Center, pendant plusieurs années.
Les recherches d'Ambrogio Fasoli ont donné lieu à la publication de plus de 350 articles dans les principales revues mondiales consacrées à la physique générale. à la physique des plasmas et à la fusion nucléaire, ainsi qu'à de nombreux articles et présentations lors des principales conférences internationales dans ces domaines[réf. nécessaire].
En tant que rédacteur en chef de la revue Nuclear Fusion (2014-2020), la revue scientifique de l'Agence internationale de l'énergie atomique (AIEA), il a supervisé plus de 4 000 articles évalués par des pairs.
Au MIT, (1997-2001), il a fondé et dirigé le groupe de recherche en physique des plasmas, en construisant l'expérience Versatile Toroidal Facility (VTF), visant à étudier la physique de la reconnexion magnétique, et a coordonné la collaboration scientifique internationale entre le MIT et JET, le plus grand tokamak au monde[réf. nécessaire]. 
En tant que chercheur à JET, il a lancé une série d'expériences sur l'interaction entre les particules de plasma et les ondes d'Alfvén, qui présentent un intérêt pour les plasmas des réacteurs de fusion. En 1997, il a participé aux expériences qui détiennent toujours le record de puissance de fusion générée à des fins de pacifiques par un plasma sur Terre[réf. nécessaire].

## Sélection de publications
- F. Nespoli, B. Labit, I. Furno, GP. Canal et A.and team TCV Fasoli, « Heat loads in inboard limited L-mode plasmas in TCV », Journal of Nuclear Materials, vol. 463,‎ 2015, p. 393-396 (DOI 10.1016/j.jnucmat.2014.11.137).
- G. Zimbardo, E. Amato, A. Bovet, F. Effenberger, A. Fasoli, H. Fichtner, I. Furno, K. Gustafson, P. Ricci et S. Perri, « Superdiffusive transport in laboratory and astrophysical plasmas », Journal of Plasma Physics, vol. 81, no 6,‎ 2015 (DOI 10.1017/S0022377815001117).
- D. Testa, H. Carfantan, M. Albergante, P. Blanchard, S. Bourguignon, A. Fasoli, A. Goodyear, A. Klein, JB. Lister et T. Panis, « Sparse representation of signals: from astrophysics to real-time data analysis for fusion plasmas and system optimization analysis for ITER and TCV », Plasma Physics and Controlled Fusion, vol. 58,‎ 2016 (DOI 10.1088/0741-3335/58/12/123001).
- F. Manke, M. Baquero-Ruiz, I. Furno, O. Chellaï, A. Fasoli et P. Ricci, « Truncated Lévy motion through path integrals and applications to nondiffusive suprathermal ion transport », Physical review E, vol. 100 (052122),‎ 2019 (PMID 31869979, DOI 10.1103/PhysRevE.100.052122).
- A. Fasoli, S. Brunner, W.A. Cooper, J.P. Graves, P. Ricci, O. Sauter et L. Villard, « Computational challenges in magnetic-fusion plasma physics », Nature physics, vol. 12, no 12,‎ 2016, p. 411 (DOI 10.1038/nphys3744).
- A. Fasoli, H. Reimerdes, S. Alberti, M. Baquero-Ruiz, BP. Duval, E. Havlikova, A. Karpushov, JM. Moret, M. Toussaint, H. Elaian, M. Silva, C. Theiler et D. Vaccaro, « TCV heating and divertor upgrades », Nuclear Fusion, vol. 60 016019,‎ 2020 (DOI 10.1088/1741-4326/ab4c56).
- Ambrogio Fasoli, Ivo Furno et Paolo Ricci, « The role of basic plasmas studies in the quest for fusion power », Nature physics, vol. 15, no 15,‎ 2019, p. 872-875 (DOI 10.1038/s41567-019-0622-5).
- (en) P. Micheletti, M. Baquero Ruiz, F. Manke, I. Furno, P. Ricci, A. Fasoli, P. Bowen, C. Morais et W. Zhao, « Cathodoluminescent screen imaging system for seeded blob detection in toroidal plasma experiment », Review of Scientific Instruments, vol. 91,‎ 2020 (DOI 10.1063/1.5123038).
- (en) A. Tema Biwole, L. Porte, A. Fasoli, A. Simonetto et O. D'Arcangelo, « Performance of a high vacuum, high temperature compatible millimeter-range viewing dump for the vertical ECE experiment on TCV », Fusion Engineering and Design, vol. 162,‎ 2021, p. 112079 (DOI 10.1063/1.5123038, lire en ligne).
- (en) A. Tema Biwole, L. Porte, S. Coda, A. Fasoli et TCV Team, « Vertical electron cyclotron emission diagnostic on the tokamak à configuration variable », Review of Scientific Instruments, vol. 94,10,‎ 2023 (DOI 10.1063/5.0156000, lire en ligne).
- (en) A. Tema Biwole, L. Porte, A. Fasoli, L. Figini, J. Decker, M. Hoppe, J. Cazabonne, L. Votta, A. Simonetto et S. Coda, « Cross-Calibration and First Vertical ECE Measurement of Electron Energy Distribution in the TCV Tokamak », Plasma Physics and Controlled Fusion,‎ 2024 (DOI 10.1088/1361-6587/ad88a0, lire en ligne).

## Récompenses
- Prix de la meilleure thèse de l’Ecole polytechnique fédérale de Lausanne (1993)
- MIT, Charles Reed Faculty Award (1999)
- Département de l’énergie des Etats-Unis, - Plasma Physics Junior Faculty Award (2000)
- Professeur Boursier du Fonds national suisse de la recherche scientifique (FNS), (2001)
- Action Marie Skłodowska-Curie, en tant que professeur invitant du Dr. M. McGrath (2002)
- Action Marie Skłodowska-Curie, en tant que professeur invitant du  Dr. P.Ricci (2006)
- Fellow de la société américaine de physique (American physical society) (2008)
- Polysphère, prix du meilleur enseignant de l'École polytechnique fédérale de Lausanne (EPFL), (2008 et 2014)